# Производная функции
Данная статья описывает производные вещественных функций. О производной комплексных функций см. Комплексный анализ.
Произво́дная функции — понятие дифференциального исчисления, характеризующее скорость изменения функции в данной точке. Определяется как предел отношения приращения функции к приращению её аргумента при стремлении приращения аргумента к нулю (при условии, что такой предел существует). Функцию, имеющую конечную производную (в некоторой точке), называют дифференцируемой (в данной точке).
Процесс вычисления производной называется дифференци́рованием.
Обратный процесс — нахождение первообразной — интегрирование.

## История
В классическом дифференциальном исчислении производная чаще всего определяется через понятие предела, однако исторически теория пределов появилась позже дифференциального исчисления. Исторически производная вводилась кинематически (как скорость) или геометрически (определяясь по сути наклоном касательной, в разных конкретных формулировках). Ньютон называл производную флюксией, обозначая точкой над символом функции, школа Лейбница предпочитала в качестве базового понятия дифференциал.
Русский термин в форме «производная функция» впервые употребил В. И. Висковатов, переведя на русский язык соответствующий французский термин dérivée, используемый французским математиком Лагранжем.

## Определение
Пусть в некоторой окрестности точки {\displaystyle x_{0}\in \mathbb {R} } определена функция {\displaystyle f\colon U(x_{0})\subset \mathbb {R} \to \mathbb {R} .} Производной функции называется такое число {\displaystyle A}, что функцию в окрестности {\displaystyle U(x_{0})} можно представить в виде
{\displaystyle f(x_{0}+h)=f(x_{0})+Ah+o(h),h\rightarrow 0}
если {\displaystyle A} существует.

### Определение производной функции черезпредел
Пусть в некоторой окрестности точки {\displaystyle x_{0}\in \mathbb {R} } определена функция {\displaystyle f\colon U(x_{0})\subset \mathbb {R} \to \mathbb {R} .} Производной функции {\displaystyle f} в точке {\displaystyle x_{0}} называется предел, если он существует,
{\displaystyle f'(x_{0})=\lim \limits _{x\to x_{0}}{\frac {f(x)-f(x_{0})}{x-x_{0}}}=\lim _{\Delta x\to 0}{\frac {f(x_{0}+\Delta x)-f(x_{0})}{\Delta x}}=\lim \limits _{{\Delta x}\to 0}{\frac {\Delta {f(x)}}{\Delta x}}.}

### Общепринятые обозначения производной функции y = f(x) в точке x0
{\displaystyle f'(x_{0})=f'_{x}(x_{0})=\mathrm {D} \!f(x_{0})={\frac {df}{dx}}(x_{0})=\left.{\frac {dy}{dx}}\right\vert _{x=x_{0}}={\dot {y}}(x_{0}).}
Заметим, что последнее обычно обозначает производную по времени (в теоретической механике и физике, исторически часто тоже).

## Таблица производных
| Производные степенных функций                                                         | Производные тригонометрических функций                                                            | Производные обратных тригонометрических функций                                               | Производные гиперболических функций                                   |
| ------------------------------------------------------------------------------------- | ------------------------------------------------------------------------------------------------- | --------------------------------------------------------------------------------------------- | --------------------------------------------------------------------- |
| {\displaystyle \left(const\right)^{(n)}=0}                                            | {\displaystyle \left(\sin x\right)^{(n)}=\sin(x+{\dfrac {\pi n}{2}})}                             | {\displaystyle \left(\arcsin x\right)'={\dfrac {1}{\sqrt {1-x^{2}}}}}                         | {\displaystyle (\sinh x)'=\cosh x}                                    |
| {\displaystyle \left(x^{a}\right)^{(n)}={\dfrac {a!}{(a-n)!}}x^{a-n}}                 | {\displaystyle \left(\cos x\right)^{(n)}=\cos(x+{\dfrac {\pi n}{2}})}                             | {\displaystyle \left(\arccos x\right)'=-{\dfrac {1}{\sqrt {1-x^{2}}}}}                        | {\textstyle (\cosh x)'=\sinh x}                                       |
| {\displaystyle \left(a^{x}\right)^{(n)}=a^{x}\ln ^{n}a}                               | {\displaystyle \left(\operatorname {tg} x\right)'=\sec ^{2}x}                                     | {\displaystyle \left(\operatorname {arctg} x\right)'={\dfrac {1}{1+x^{2}}}}                   | {\displaystyle (\tanh x)'=\operatorname {sch} ^{2}x}                  |
| {\displaystyle \left(e^{x}\right)^{\left(n\right)}=e^{x}}                             | {\displaystyle \left(\operatorname {ctg} x\right)'=-\csc ^{2}x}                                   | {\displaystyle \left(\operatorname {arcctg} x\right)'=-{\dfrac {1}{1+x^{2}}}}                 | {\displaystyle (\coth x)'=-\operatorname {csch} ^{2}x}                |
| {\displaystyle \left(\log _{a}x\right)^{(n)}={\dfrac {(-1)^{n-1}(n-1)!}{x^{n}\ln a}}} | {\displaystyle \left(\operatorname {sec} x\right)'=\sec x\cdot \mathrm {tg} \ x}                  | {\displaystyle \left(\operatorname {arcsec} x\right)'={\frac {1}{\|x\|{\sqrt {x^{2}-1}}}}}    | {\displaystyle (\mathrm {sch} \ x)'=-{\frac {\sinh x}{\cosh ^{2}x}}}  |
| {\displaystyle (\ln {x})^{(n)}={\dfrac {(-1)^{n-1}(n-1)!}{x^{n}}}}                    | {\displaystyle \left(\operatorname {cosec} x\right)'=-\mathrm {cosec} \ x\cdot \mathrm {ctg} \ x} | {\displaystyle \left(\operatorname {arccosec} x\right)'=-{\frac {1}{\|x\|{\sqrt {x^{2}-1}}}}} | {\displaystyle (\mathrm {csch} \ x)'=-{\frac {\cosh x}{\sinh ^{2}x}}} |

## Дифференцируемость
Производная {\displaystyle f'(x_{0})} функции {\displaystyle f} в точке {\displaystyle x_{0}}, будучи пределом, может не существовать или существовать и быть конечной или бесконечной. Функция {\displaystyle f} является дифференцируемой в точке {\displaystyle x_{0}} тогда и только тогда, когда её производная в этой точке существует и конечна:
{\displaystyle f\in {\mathcal {D}}(x_{0})\Leftrightarrow \exists f'(x_{0})\in (-\infty ;\infty ).}
Для дифференцируемой в {\displaystyle x_{0}} функции {\displaystyle f} в окрестности {\displaystyle U(x_{0})} справедливо представление
{\displaystyle f(x)=f(x_{0})+f'(x_{0})(x-x_{0})+o(x-x_{0})} при {\displaystyle x\to x_{0}.}

## Замечания
- Назовём {\displaystyle \Delta x=x-x_{0}} приращением аргумента функции, а {\displaystyle \Delta y=f(x)-f(x_{0})} или {\displaystyle \Delta y=f(x_{0}+\Delta x)-f(x_{0})} приращением значения функции в точке {\displaystyle x_{0}.} Тогда
{\displaystyle f'(x_{0})=\lim \limits _{\Delta x\to 0}{\frac {\Delta f}{\Delta x}}.}
- Пусть функция {\displaystyle f\colon (a,b)\to \mathbb {R} } имеет конечную производную в каждой точке {\displaystyle x_{0}\in (a,b).} Тогда определена произво́дная фу́нкция
{\displaystyle f'\colon (a,b)\to \mathbb {R} .}
- Функция, имеющая производную в точке, непрерывна в ней. Обратное не всегда верно.

- Если производная функция сама является непрерывной, то функцию {\displaystyle f} называют непреры́вно дифференци́руемой и пишут: {\displaystyle f\in C^{(1)}{\bigl (}(a,b){\bigr )}.}

## Геометрический и физический смысл производной

### Тангенс угла наклона касательной прямой
Если функция {\displaystyle f\colon U(x_{0})\to \mathbb {R} } имеет конечную производную в точке {\displaystyle x_{0},} то в окрестности {\displaystyle U(x_{0})} её можно приблизить линейной функцией
{\displaystyle f_{l}(x)\equiv f(x_{0})+f'(x_{0})(x-x_{0}).}
Функция {\displaystyle f_{l}} называется касательной к {\displaystyle f} в точке {\displaystyle x_{0}.} Число {\displaystyle f'(x_{0})} является угловым коэффициентом (угловым коэффициентом касательной) или тангенсом угла наклона касательной прямой.
Тангенс можно рассматривать как масштабирующий коэффициент или коэффициент сравнения: насколько изменение ординаты больше изменения абсциссы. Если тангенс равен 1, то зависимое переменное изменяется настолько же, насколько изменяется независимое. Если тангенс равен нулю, значит изменение независимой переменной не приводит к изменению зависимой переменной.
Изначально (в геометрических задачах) тангенс является безразмерной величиной (длина противолежащего катета ∕ длина прилежащего катета, м∕м), но применительно к вычислению производной тангенс может иметь размерность, например, скорость тела есть путь∕время, т. е. м∕с.

### Скорость изменения функции
Пусть {\displaystyle s=s(t)} — закон прямолинейного движения. Тогда {\displaystyle v(t_{0})=s'(t_{0})} выражает мгновенную скорость движения в момент времени {\displaystyle t_{0}}. Новая функция {\displaystyle s'(t)} также имеет производную. Эта т. н. вторая производная, обозначается как {\displaystyle s''(t)}, а функция {\displaystyle a(t_{0})=s''(t_{0})} выражает мгновенное ускорение в момент времени {\displaystyle t_{0}.}
Вообще производная функции {\displaystyle y=f(x)} в точке {\displaystyle x_{0}} выражает скорость изменения функции в точке {\displaystyle x_{0}}, то есть скорость протекания процесса, описанного зависимостью {\displaystyle y=f(x).}

### В приложениях
- При протекании процессов (физических, механических, химических, экономических и т. п.) процесс зависит не только от параметров, но и от скорости изменения этих параметров (вплоть до качественного изменения). Например, при медленном вращении ротора генератора напряжение на выходе будет небольшое и не позволит использовать его во многих технологических операциях. При быстром вращении того же ротора напряжение увеличивается; помимо расширения сферы использования оно, например, начинает представлять опасность для персонала. При еще большей скорости вращения ротора напряжение увеличивается настолько, что может повредить изоляцию проводов, вызвать коронный разряд, вывести из строя подключенное оборудование и т. п. В этом состоит важность информации о скорости изменения параметров.
- Определять производную функции как скорость изменения функции в данной точке не всегда корректно, так как скорость - это изменение какой-то величины в зависимости от времени и является частым случаем при рассмотрении, например, задач на движение. Есть задачи, в которых некоторая величина изменяется не в течение времени, а в зависимости от другой величины. В криволинейной трапеции высота изменяется в зависимости от длины основания. Количество прореагировавшего вещества в химическом процессе зависит от концентрации реагентов и т.п. В этих случаях имеет смысл говорить о производной не как о скорости, а как о графике изменений (прироста или убыли) величины в зависимости от другой величины; как о темпе роста одной величины относительно другой.
- При описании процессов и в теории управления производную рассматривают как реакцию процесса (функции) на управляющий этим процессом параметр (независимое переменное). Насколько интенсивно реагирует процесс на управляющий сигнал (насколько он чувствителен к нему). Какое изменение процесса вызывает небольшое изменение управляющего воздействия.
- В геометрических задачах производная рассматривается как изменение высоты криволинейной трапеции на малом участке ее основания (криволинейную трапецию можно рассматривать как прямоугольник с переменной высотой); изменение радиуса фигуры вращения на малом участке ее оси вращения (фигура вращения рассматривается как цилиндр с переменным радиусом) и т. п.
- Производную можно использовать как предиктор (устройство или метод, предсказывающий будущее процесса). Например, если спрос на продукцию растет, то прирост спроса увеличивается, в будущем потребность в продукции будет только расти и имеет смысл расширять производство. Если спрос на продукцию падает, то прирост спроса уменьшается и в будущем продукция станет не востребована. Имеет смысл закрывать или перепрофилировать производство.
- В ПИД-регуляторах в качестве предиктора используется дифференциальная составляющая: если скорость приближения ошибки к опорному сигналу невелика, имеет смысл увеличить управляющее воздействие, чтобы ускорить процесс управления. Если скорость приближения ошибки велика, система управления уменьшает управляющее воздействие, чтобы не проскочить опорный сигнал по инерции.

## Производные высших порядков
Понятие производной произвольного порядка задаётся рекуррентно. Полагаем
{\displaystyle f^{(0)}(x_{0})\equiv f(x_{0}).}
Если функция {\displaystyle f} дифференцируема в {\displaystyle x_{0}}, то производная первого порядка определяется соотношением
{\displaystyle f^{(1)}(x_{0})\equiv f'(x_{0}).}
Пусть теперь производная {\displaystyle n}-го порядка {\displaystyle f^{(n)}} определена в некоторой окрестности точки {\displaystyle x_{0}} и дифференцируема. Тогда
{\displaystyle f^{(n+1)}(x_{0})=\left(f^{(n)}\right)'(x_{0}).}
В частности, вторая производная является производной от производной:
{\displaystyle f''(x_{0})=(f'(x))'|_{x=x_{0}}}.
Если функция {\displaystyle u=f(x,y,z)} имеет в некоторой области D частную производную по одной из переменных, то названная производная, сама являясь функцией от {\displaystyle x,y,z,}  может иметь в некоторой точке {\displaystyle (x_{0},y_{0},z_{0})} частные производные по той же или по любой другой переменной.
Для исходной функции {\displaystyle u=f(x,y,z)} эти производные будут частными производными второго порядка (или вторыми частными производными).
{\displaystyle u''_{x^{2}}=f''_{x^{2}}(x_{0},y_{0},z_{0})}  или  {\displaystyle {\frac {\partial ^{2}u}{\partial x^{2}}}={\frac {\partial ^{2}f(x_{0},y_{0},z_{0})}{\partial x^{2}}}}
{\displaystyle u''_{xy}=f''_{xy}(x_{0},y_{0},z_{0})}  или  {\displaystyle {\frac {\partial ^{2}u}{\partial x\partial y}}={\frac {\partial ^{2}f(x_{0},y_{0},z_{0})}{\partial x\partial y}}}
Частная производная второго или более высокого порядка, взятая по различным переменным, называется смешанной частной производной. Например,
{\displaystyle u''_{xy}=f''_{xy}(x_{0},y_{0},z_{0})}
Класс функций, у которых производная {\displaystyle n}-порядка является непрерывной, обозначается как {\displaystyle C^{(n)}}.

## Способы записи производных
В зависимости от целей, области применения и используемого математического аппарата используют различные способы записи производных. Так, производная n-го порядка может быть записана в нотациях:
- Лагранжа {\displaystyle f^{(n)}(x_{0})}, при этом для малых n часто используют штрихи и римские цифры:

{\displaystyle f^{(1)}(x_{0})=f'(x_{0})=f^{I}(x_{0}),}
{\displaystyle f^{(2)}(x_{0})=f''(x_{0})=f^{II}(x_{0}),}
{\displaystyle f^{(3)}(x_{0})=f'''(x_{0})=f^{III}(x_{0}),}
{\displaystyle f^{(4)}(x_{0})=f^{IV}(x_{0}),} и т. д.
Такая запись удобна своей краткостью и широко распространена; однако штрихами разрешается обозначать не выше третьей производной.
- Лейбница, удобная наглядной записью отношения бесконечно малых (только в случае, если {\displaystyle x} — независимая переменная; в противном случае обозначение верно лишь для производной первого порядка):

{\displaystyle {\frac {d^{n}\!f}{dx^{n}}}(x_{0})}
- Ньютона, которая часто используется в механике для производной по времени функции координаты (для пространственной производной чаще используют запись Лагранжа). Порядок производной обозначается числом точек над функцией, например:

{\displaystyle {\dot {x}}(t_{0})} — производная первого порядка {\displaystyle x} по {\displaystyle t} при {\displaystyle t=t_{0}}, или {\displaystyle {\ddot {f}}(x_{0})} — вторая производная {\displaystyle f} по {\displaystyle x} в точке {\displaystyle x_{0}} и т. д.
- Эйлера, использующая дифференциальный оператор (строго говоря, дифференциальное выражение, пока не введено соответствующее функциональное пространство), и потому удобная в вопросах, связанных с функциональным анализом:

{\displaystyle \mathrm {D} ^{n}\!f(x_{0})}, или иногда {\displaystyle \partial ^{n}\!f(x_{0})}.
- В вариационном исчислении и математической физике часто применяется обозначение {\displaystyle f_{x}}, {\displaystyle f_{xx}}; для значения производной в точке — {\displaystyle f_{x}\vert _{x=x_{0}}}. Для частных производных обозначение то же, поэтому смысл обозначения определяют из контекста.

Конечно, при этом необходимо не забывать, что служат все они для обозначения одних и тех же объектов:
{\displaystyle f^{(n)}(x_{0})={\frac {d^{n}\!f}{dx^{n}}}(x_{0})={\overset {\overbrace {\cdot \cdot \ldots \cdot } ^{n\ {\text{раз}}}}{f}}(x_{0})=\mathrm {D} ^{n}\!f(x_{0})=f{\underbrace {_{xx\ldots x}} _{n\ {\text{раз}}}}\vert _{x=x_{0}}.}

## Примеры
- Пусть {\displaystyle f(x)=x^{2}}. Тогда

{\displaystyle f'(x_{0})=\lim \limits _{x\to x_{0}}{\frac {x^{2}-x_{0}^{2}}{x-x_{0}}}=\lim \limits _{x\to x_{0}}{\frac {(x-x_{0})(x+x_{0})}{x-x_{0}}}=\lim \limits _{x\to x_{0}}(x+x_{0})=2x_{0}.}
- Пусть {\displaystyle f(x)=|x|}. Тогда если {\displaystyle x_{0}\neq 0,} то

{\displaystyle f'(x_{0})=\operatorname {sgn} x_{0},}
где {\displaystyle \operatorname {sgn} } обозначает функцию знака. А если {\displaystyle x_{0}=0,} то
{\displaystyle f'_{+}(x_{0})=1,\;f'_{-}(x_{0})=-1,}
а следовательно {\displaystyle f'(x_{0})} не существует.

## Теоремы, связанные с дифференцированием
Для непрерывных функций {\displaystyle f,g} на отрезке {\displaystyle [a,b]}, дифференцируемых на интервале {\displaystyle (a,b)} справедливы:
Лемма Ферма. Если {\displaystyle f} принимает максимальное или минимальное значение в точке {\displaystyle c} и существует {\displaystyle f'(c)}, то {\displaystyle f'(c)=0}.
Теорема о нуле производной. Если {\displaystyle f} принимает на концах отрезка {\displaystyle [a,b]} одинаковые значения, то на интервале {\displaystyle (a,b)} найдётся хотя бы одна точка, в которой производная функции равна нулю.
Формула конечных приращений. Для {\displaystyle f} найдётся точка {\displaystyle c\in (a,b)}, такая что {\displaystyle {\frac {f(b)-f(a)}{b-a}}=f'(c)}.
Теорема Коши о среднем значении. Если {\displaystyle g'} не равна нулю на интервале {\displaystyle (a,b)}, то найдётся такая точка {\displaystyle c\in (a,b)}, что {\displaystyle {\frac {f(b)-f(a)}{g(b)-g(a)}}={\frac {f'(c)}{g'(c)}}}.
Правило Лопиталя. Если {\displaystyle \lim _{x\to c}f(x)=\lim _{x\to c}g(x)=0} или {\displaystyle \infty }, причём {\displaystyle g'(x)\neq 0} для всякого {\displaystyle x} из некоторой проколотой окрестности {\displaystyle c} и существует {\displaystyle \lim _{x\to c}{\frac {f'(x)}{g'(x)}}}, то {\displaystyle \lim _{x\to c}{\frac {f(x)}{g(x)}}=\lim _{x\to c}{\frac {f'(x)}{g'(x)}}}.

## Правила дифференцирования
Операция нахождения производной называется дифференцированием. При выполнении этой операции часто приходится работать с частными, суммами, произведениями функций, а также с «функциями функций», то есть сложными функциями. Исходя из определения производной, можно вывести правила дифференцирования, облегчающие эту работу.
Если {\displaystyle C} — постоянное число и {\displaystyle f=f(x),g=g(x)} — некоторые дифференцируемые функции, то справедливы следующие правила дифференцирования:
- {\displaystyle C'=0}
- {\displaystyle x'=1}
- {\displaystyle \left(f+g\right)'=f'+g'}[3]

{\displaystyle y(x)=f(x)+g(x)}
{\displaystyle y'(x)=\lim _{\Delta x\to 0}{\frac {y(x+\Delta {x})-y(x)}{\Delta x}}=}
{\displaystyle =\lim _{\Delta x\to 0}{\frac {(f(x+\Delta {x})+g(x+\Delta {x}))-(f(x)+g(x))}{\Delta x}}=}
{\displaystyle =\lim _{\Delta x\to 0}{({\frac {f(x+\Delta x)-f(x)}{\Delta x}}+{\frac {g(x+\Delta x)-g(x)}{\Delta x}})}=}
{\displaystyle =\lim _{\Delta x\to 0}{\frac {f(x+\Delta x)-f(x)}{\Delta x}}+\lim _{\Delta x\to 0}{\frac {g(x+\Delta x)-g(x)}{\Delta x}}=}
{\displaystyle =f'(x)+g'(x)}■
- {\displaystyle \left(fg\right)'=f'g+fg'}[4]

{\displaystyle y(x)=f(x)g(x)}
{\displaystyle \Delta f(x)=f(x+\Delta x)-f(x)}
{\displaystyle \Delta g(x)=g(x+\Delta x)-g(x)}
{\displaystyle y'(x)=\lim _{\Delta x\to 0}{\frac {y(x+\Delta x)-y(x)}{\Delta x}}=}
{\displaystyle =\lim _{\Delta x\to 0}{\frac {f(x+\Delta x)g(x+\Delta x)-f(x)g(x)}{\Delta x}}=}
{\displaystyle =\lim _{\Delta x\to 0}{\frac {(f(x)+\Delta f(x))(g(x)+\Delta g(x))-f(x)g(x)}{\Delta x}}=}
{\displaystyle =\lim _{\Delta x\to 0}{\frac {f(x)g(x)+f(x)\Delta g(x)+\Delta f(x)g(x)+\Delta f(x)\Delta g(x)-f(x)g(x)}{\Delta x}}=}
{\displaystyle =\lim _{\Delta x\to 0}(f(x){\frac {\Delta g(x)}{\Delta x}}+g(x){\frac {\Delta f(x)}{\Delta x}}+\Delta g(x){\frac {\Delta f(x)}{\Delta x}})=}
{\displaystyle =f(x)g'(x)+g(x)f'(x)+0f'(x)=}
{\displaystyle =f'(x)g(x)+f(x)g'(x)}■
- {\displaystyle \left(Cf\right)'=Cf'}
- {\displaystyle \left({\frac {f}{g}}\right)'={\frac {f'g-fg'}{g^{2}}}} …(g ≠ 0)

{\displaystyle y(x)={\frac {f(x)}{g(x)}}}
{\displaystyle \Delta f(x)=f(x+\Delta x)-f(x)}
{\displaystyle \Delta g(x)=g(x+\Delta x)-g(x)}
{\displaystyle y'(x)=\lim _{\Delta x\to 0}{\frac {y(x+\Delta x)-y(x)}{\Delta x}}=}
{\displaystyle =\lim _{\Delta x\to 0}{\frac {{\frac {f(x+\Delta x)}{g(x+\Delta x)}}-{\frac {f(x)}{g(x)}}}{\Delta x}}=}
{\displaystyle =\lim _{\Delta x\to 0}{\frac {f(x+\Delta x)g(x)-f(x)g(x+\Delta x)}{g(x+\Delta x)g(x)\Delta x}}=}
{\displaystyle ={\frac {1}{g^{2}(x)}}\lim _{\Delta x\to 0}{\frac {(f(x)+\Delta f(x))g(x)-f(x)(g(x)+\Delta g(x))}{\Delta x}}=}
{\displaystyle ={\frac {1}{g^{2}(x)}}\lim _{\Delta x\to 0}{\frac {f(x)g(x)+\Delta f(x)g(x)-f(x)g(x)-f(x)\Delta g(x)}{\Delta x}}=}
{\displaystyle ={\frac {1}{g^{2}(x)}}\lim _{\Delta x\to 0}{(g(x){\frac {\Delta f(x)}{\Delta x}}-f(x){\frac {\Delta g(x)}{\Delta x}})}=}
{\displaystyle ={\frac {1}{g^{2}(x)}}(g(x)f'(x)-f(x)g'(x))=}
{\displaystyle ={\frac {f'(x)g(x)-f(x)g'(x)}{g^{2}(x)}}}■
- {\displaystyle \left({\frac {C}{g}}\right)'=-{\frac {Cg'}{g^{2}}}} (g ≠ 0)
- Если функция задана параметрически:

{\displaystyle \left\{{\begin{matrix}x=x(t),\\y=y(t),\end{matrix}}\;\;t\in \left[T_{1};T_{2}\right]\right.}, то
{\displaystyle y'_{x}={\frac {dy}{dx}}={\frac {dy}{dt}}\cdot {\frac {dt}{dx}}=y'_{t}\cdot t'_{x}={\frac {y'_{t}}{x'_{t}}}}
- {\displaystyle {\frac {d}{dx}}f(g(x))={\frac {df(g)}{dg}}\cdot {\frac {dg(x)}{dx}}=f'_{g}g'_{x}}
- Формулы производной произведения и отношения обобщаются на случай n-кратного дифференцирования (формула Лейбница):

{\displaystyle (fg)^{(n)}=\sum \limits _{k=0}^{n}{C_{n}^{k}f^{(n-k)}g^{(k)}},} где {\displaystyle C_{n}^{k}} — биномиальные коэффициенты.
Следующие свойства производной служат дополнением к правилам дифференцирования:
- если функция дифференцируема на интервале {\displaystyle (a,b)}, то она непрерывна на интервале {\displaystyle (a,b)}. Обратное, вообще говоря, неверно (например, функция {\displaystyle y(x)=|x|} на {\displaystyle [-1,1]});
- если функция имеет локальный максимум/минимум при значении аргумента, равном {\displaystyle x}, то {\displaystyle f'(x)=0} (это так называемая лемма Ферма);
- производная данной функции единственна, но у разных функций могут быть одинаковые производные.
- {\displaystyle (f(x)^{g(x)})'=f(x)^{g(x)}\left(g'(x)\ln f(x)+{\frac {g(x)f'(x)}{f(x)}}\right)(\forall x\in D_{f}:f(x)>0)}

{\displaystyle y=f(x)^{g(x)}}
{\displaystyle \ln y=g(x)\ln f(x)}
{\displaystyle {\frac {y'}{y}}=g'(x)\ln f(x)+{\frac {g(x)f'(x)}{f(x)}}}
{\displaystyle y'=y\left(g'(x)\ln f(x)+{\frac {g(x)f'(x)}{f(x)}}\right)}
{\displaystyle y'=f(x)^{g(x)}(g'(x)\ln f(x)+{\frac {g(x)f'(x)}{f(x)}})}
■

## Таблица производных некоторых функций
| Функция {\displaystyle f(x)}           | Производная {\displaystyle f'(x)}                                             | Примечание |
| -------------------------------------- | ----------------------------------------------------------------------------- | --- |
| {\displaystyle x^{\alpha }}            | {\displaystyle \alpha \cdot x^{\alpha -1}}                                    | Доказательство Фиксируем {\displaystyle x\in \mathbb {D} (f)}, придадим приращение аргументу {\displaystyle \Delta x}. Вычислим приращение функции: {\displaystyle \Delta y=(x+\Delta x)^{\alpha }-x^{\alpha }=x^{\alpha }((1+{\frac {\Delta x}{x}})^{\alpha }-1)}, т.о {\displaystyle (x^{\alpha })'=\lim _{\Delta x\to 0}{\frac {\Delta y}{\Delta x}}=\lim _{\Delta x\to 0}{\frac {x^{\alpha }((1+{\frac {\Delta x}{x}})^{\alpha }-1)}{\Delta x}}=}См.{\displaystyle =\lim _{\Delta x\to 0}{\frac {\alpha \cdot x^{\alpha }\cdot {\frac {\Delta x}{x}}}{\Delta x}}=\alpha \cdot x^{\alpha -1}} |
| {\displaystyle a^{x}}                  | {\displaystyle a^{x}\cdot \ln {a}}                                            | Доказательство Фиксируем {\displaystyle x\in \mathbb {D} (f)}, придадим приращение аргументу {\displaystyle \Delta x}. Вычислим приращение функции: {\displaystyle \Delta y=a^{x+\Delta x}-a^{x}=a^{x}(a^{\Delta x}-1)}, т.о {\displaystyle (a^{x})'=\lim _{\Delta x\to 0}{\frac {\Delta y}{\Delta x}}=\lim _{\Delta x\to 0}{\frac {a^{x}(a^{\Delta x}-1)}{\Delta x}}=}См.{\displaystyle =\lim _{\Delta x\to 0}{\frac {a^{x}\cdot \Delta x\cdot \ln {a}}{\Delta x}}=a^{x}\cdot \ln {a}} |
| {\displaystyle \log _{a}{x}}           | {\displaystyle {\frac {1}{x\cdot \ln {a}}}}                                   | Доказательство {\displaystyle (\log _{a}x)'={\frac {1}{\ln {a}}}\cdot (\ln {x})'} Узнаем производную {\displaystyle \ln {x}} через производную обратной функции: {\displaystyle y_{x}=\ln {x}\Rightarrow x_{y}=e^{y},} {\displaystyle y_{x}'=(\ln {x})'={\frac {1}{(e^{y})'}}={\frac {1}{e^{y}}}={\frac {1}{x}}} Получаем: {\displaystyle (\log _{a}{x})'={\frac {1}{x\cdot \ln {a}}}} |
| {\displaystyle \sin x}                 | {\displaystyle \cos x}                                                        | Доказательство Фиксируем {\displaystyle x\in \mathbb {D} (f)}, придадим приращение аргументу {\displaystyle \Delta x}. Вычислим приращение функции: {\displaystyle \Delta y=sin(x+\Delta x)-sin(x)=2sin({\frac {x+\Delta x-x}{2}})\cdot cos({\frac {x+\Delta +x}{2}})=2sin({\frac {\Delta x}{2}})\cdot cos(x+{\frac {\Delta x}{2}})}, т.о {\displaystyle \lim _{\Delta x\to 0}{\frac {\Delta y}{\Delta x}}=\lim _{\Delta x\to 0}{\frac {2sin({\frac {\Delta x}{2}})\cdot cos(x+{\frac {\Delta x}{2}})}{\Delta x}}=\lim _{\Delta x\to 0}{\frac {sin({\frac {\Delta x}{2}})\cdot cos(x+{\frac {\Delta x}{2}})}{\frac {\Delta x}{2}}}=\lim _{\Delta x\to 0}{\frac {sin({\frac {\Delta x}{2}})}{\frac {\Delta x}{2}}}}(См.) {\displaystyle \cdot \lim _{\Delta x\to 0}{cos(x+{\frac {\Delta x}{2}})}=cos(x)} |
| {\displaystyle \cos x}                 | {\displaystyle -\sin x}                                                       | Доказательство Фиксируем {\displaystyle x\in \mathbb {D} (f)}, придадим приращение аргументу {\displaystyle \Delta x}. Вычислим приращение функции: {\displaystyle \Delta y=cos(x+\Delta x)-cos(x)=-2sin({\frac {x+\Delta x+x}{2}})\cdot sin({\frac {x+\Delta -x}{2}})=-2sin(x+{\frac {\Delta x}{2}})\cdot sin({\frac {\Delta x}{2}})}, т.о {\displaystyle \lim _{\Delta x\to 0}{\frac {\Delta y}{\Delta x}}=\lim _{\Delta \to 0}{\frac {-2sin(x+{\frac {\Delta x}{2}})\cdot sin({\frac {\Delta x}{2}})}{\Delta x}}=\lim _{\Delta \to 0}{\frac {-sin(x+{\frac {\Delta x}{2}})\cdot sin({\frac {\Delta x}{2}})}{\frac {\Delta x}{2}}}=\lim _{\Delta x\to 0}{\frac {sin({\frac {\Delta x}{2}})}{\frac {\Delta x}{2}}}}(См.) {\displaystyle \cdot \lim _{\Delta x\to 0}{-sin(x+{\frac {\Delta x}{2}})}=-sin(x)} |
| {\displaystyle \mathrm {tg} \ x}       | {\displaystyle {\frac {1}{\cos ^{2}{x}}}}                                     | Доказательство 1 Фиксируем {\displaystyle x\in \mathbb {D} (f)}, придадим приращение аргументу {\displaystyle \Delta x}. Вычислим приращение функции: {\displaystyle \Delta y=tg(x+\Delta x)-tg(x)={\frac {sin(x+\Delta x-x)}{cos(x+\Delta x)\cdot cos(x)}}={\frac {sin(\Delta x)}{cos(x+\Delta x)\cdot cos(x)}}}, т.о. {\displaystyle \lim _{x\to 0}{\frac {\Delta y}{\Delta x}}=\lim _{\Delta x\to 0}{\frac {\frac {sin(\Delta x)}{cos(x+\Delta x)\cdot cos(x)}}{\Delta x}}=\lim _{\Delta x\to 0}{\frac {sin(\Delta x)}{\Delta x}}\cdot }(См.) {\displaystyle \lim _{\Delta x\to 0}{\frac {1}{cos(x+\Delta x)\cdot cos(x)}}={\frac {1}{cos^{2}(x)}}} Доказательство 2 {\displaystyle (tgx)'=({\frac {sin(x)}{cos(x)}})'={\frac {(sin(x))'\cdot cos(x)-sin(x)\cdot (cos(x))'}{cos^{2}(x)}}={\frac {cos(x)\cdot cos(x)-sin(x)\cdot (-sin(x))}{cos^{2}(x)}}={\frac {cos^{2}(x)+sin^{2}(x)}{cos^{2}(x)}}={\frac {1}{cos^{2}(x)}}}                      |
| {\displaystyle \mathrm {ctg} \ x}      | {\displaystyle -{\frac {1}{\sin ^{2}{x}}}}                                    | Доказательство {\displaystyle (ctgx)'=({\frac {cos(x)}{sin(x)}})'={\frac {(cos(x))'\cdot sin(x)-cos(x)\cdot (sin(x))'}{sin^{2}(x)}}={\frac {-sin(x)\cdot sin(x)+cos(x)\cdot cos(x)}{sin^{2}(x)}}=-{\frac {sin^{2}(x)+cos^{2}(x)}{sin^{2}(x)}}=-{\frac {1}{sin^{2}(x)}}} |
| {\displaystyle \mathrm {sec} \ x}      | {\displaystyle \mathrm {sec} \ x\cdot \mathrm {tg} \ x}                       | Доказательство {\displaystyle (sec(x))'=({\frac {1}{cos(x)}})'={\frac {(1)'\cdot cos(x)-1\cdot (cos(x))'}{cos^{2}(x)}}={\frac {sin(x)}{cos^{2}(x)}}=sec(x)\cdot tg(x)} |
| {\displaystyle \mathrm {cosec} \ x}    | {\displaystyle -\mathrm {cosec} \ x\cdot \mathrm {ctg} \ x}                   | Доказательство {\displaystyle (cosec(x))'=({\frac {1}{sin(x)}})'={\frac {(1)'\cdot sin(x)-1\cdot (sin(x))'}{sin^{2}(x)}}=-{\frac {cos(x)}{sin^{2}(x)}}=-coses(x)\cdot ctg(x)} |
| {\displaystyle \arcsin {x}}            | {\displaystyle {\frac {1}{\sqrt {1-x^{2}}}}}                                  | Доказательство Найти производную арксинуса можно при помощи взаимно обратных функций. {\displaystyle sin(arcsin((x))=x} После чего мы должны взять производную этих обеих функций. {\displaystyle [sin(arcsin((x))]'=x'} {\displaystyle cos(arcsin(x))\cdot (arcsin(x))'=1} Теперь мы должны выразить производную арксинуса. {\displaystyle (arcsin(x))'={\frac {1}{cos(arcsin(x))}}} Исходя из тригонометрического тождества({\displaystyle sin^{2}x+cos^{2}x=1}) — получаем. {\displaystyle (arcsin(x))'={\frac {1}{\pm {\sqrt {1-sin^{2}(arcsin(x))}}}}} Для того чтобы определить знак корня в знаменателе нужно взглянуть на область значений арксинуса. {\displaystyle E(arcsin(x))=[-{\frac {\pi }{2}};{\frac {\pi }{2}}]} Так как косинус находится в 1-й и 4-й четвертях, то косинус положительный. {\displaystyle (arcsin(x))'={\frac {1}{\sqrt {1-sin^{2}(arcsin(x))}}}} Отсюда {\displaystyle (arcsin(x))'={\frac {1}{\sqrt {1-x^{2}}}}} |
| {\displaystyle \arccos {x}}            | {\displaystyle -{\frac {1}{\sqrt {1-x^{2}}}}}                                 | Доказательство Найти производную арккосинуса можно при помощи данного тождества: {\displaystyle arcsin(x)+arccos(x)={\frac {\pi }{2}}} Теперь находим производную обеих частей этого тождества. {\displaystyle [arcsin(x)+arccos(x)]'=({\frac {\pi }{2}})'} {\displaystyle (arcsin(x))'+(arccos(x))'=0} Теперь выражаем производную арккосинуса. {\displaystyle (arccos(x))'=-(arcsin(x))'} Получается. {\displaystyle (arccos(x))'=-{\frac {1}{\sqrt {1-x^{2}}}}} |
| {\displaystyle \mathrm {arctg} \ x}    | {\displaystyle {\frac {1}{1+x^{2}}}}                                          | Доказательство Найти производную арктангенса можно при помощи взаимнообратной функии: {\displaystyle tg(arctg(x))=x} Теперь находим производную обеих частей этого тождества. {\displaystyle [tg(arctg(x))]'=1} {\displaystyle {\frac {1}{cos^{2}(arctg(x))}}\cdot (arctg(x))'=1} Теперь мы должны выразить производную арктангенса: {\displaystyle (arctg(x))'=cos^{2}(arctg(x))} Теперь на помощь нам придет на помощь тождество({\displaystyle cos(x)={\frac {1}{\sqrt {1+tg^{2}(x)}}}}): {\displaystyle (arctg(x))'=({\frac {1}{\sqrt {1+tg^{2}(arctg(x))}}})^{2}} Получается. {\displaystyle (arctg(x))'={\frac {1}{1+x^{2}}}} |
| {\displaystyle \mathrm {arcctg} \ x}   | {\displaystyle -{\frac {1}{1+x^{2}}}}                                         | Доказательство Найти производную арккотангенса можно при помощи данного тождества: {\displaystyle arctg(x)+arcctg(x)={\frac {\pi }{2}}} Теперь находим производную обеих частей этого тождества. {\displaystyle [arctg(x)+arcctg(x)]'=({\frac {\pi }{2}})'} {\displaystyle (arctg(x))'+(arcctg(x))'=0} Теперь выражаем производную арккотангенса. {\displaystyle (arcctg(x))'=-(arctg(x))'} Получается. {\displaystyle (arcctg(x))'=-{\frac {1}{1+x^{2}}}} |
| {\displaystyle \mathrm {arcsec} \ x}   | {\displaystyle {\frac {1}{\|x\|{\sqrt {x^{2}-1}}}}}                           | Доказательство Найти производную арксеканса можно при помощи тождества: {\displaystyle arcsec(x)=arccos({\frac {1}{x}})} Теперь находим производную обеих частей этого тождества. {\displaystyle (arcsec(x))'=(arccos({\frac {1}{x}}))'} {\displaystyle (arcsec(x))'=-{\frac {1}{\sqrt {1-{\frac {1}{x^{2}}}}}}\cdot (-{\frac {1}{x^{2}}})} {\displaystyle (arcsec(x))'={\frac {1}{x^{2}{\sqrt {\frac {x^{2}-1}{x^{2}}}}}}} {\displaystyle (arcsec(x))'={\frac {1}{x^{2}{\frac {\sqrt {x^{2}-1}}{\|x\|}}}}} Получается. {\displaystyle (arcsec(x))'={\frac {1}{\|x\|{\sqrt {x^{2}-1}}}}} |
| {\displaystyle \mathrm {arccosec} \ x} | {\displaystyle -{\frac {1}{\|x\|{\sqrt {x^{2}-1}}}}}                          | Доказательство Найти производную арккосеканса можно при помощи данного тождества: {\displaystyle arccosec(x)+arcsec(x)={\frac {\pi }{2}}} Теперь находим производную обеих частей этого тождества. {\displaystyle [arccosec(x)+arcsec(x)]'=({\frac {\pi }{2}})'} {\displaystyle (arccosec(x))'+(arcsec(x))'=0} Теперь выражаем производную арккосинуса. {\displaystyle (arccosec(x))'=-(arcsec(x))'} Получается. {\displaystyle (arccosec(x))'=-{\frac {1}{\|x\|{\sqrt {x^{2}-1}}}}} |
| {\displaystyle \mathrm {sh} \ x}       | {\displaystyle \mathrm {ch} \ x}                                              | Доказательство {\displaystyle (\operatorname {sh} {x})'=\left({\frac {e^{x}-e^{-x}}{2}}\right)'={\frac {1}{2}}\cdot (e^{x}-e^{-x})'={\frac {1}{2}}\cdot (e^{x}-(-1)\cdot e^{-x})={\frac {e^{x}+e^{-x}}{2}}=\operatorname {ch} {x}} |
| {\displaystyle \mathrm {ch} \ x}       | {\displaystyle \mathrm {sh} \ x}                                              | Доказательство {\displaystyle (\operatorname {ch} {x})'=\left({\frac {e^{x}+e^{-x}}{2}}\right)'={\frac {1}{2}}\cdot (e^{x}+e^{-x})'={\frac {1}{2}}\cdot (e^{x}+(-1)\cdot e^{-x})=\left({\frac {e^{x}-e^{-x}}{2}}\right)=\operatorname {sh} {x}} |
| {\displaystyle \mathrm {th} \ x}       | {\displaystyle {\frac {1}{\mathrm {ch} ^{2}\ x}}}                             | Доказательство {\displaystyle (th(x))'=({\frac {sh(x)}{ch(x)}})'={\frac {(sh(x))'\cdot ch(x)-sh(x)\cdot (ch(x))'}{ch^{2}(x)}}={\frac {ch(x)\cdot ch(x)-sh(x)\cdot sh(x)}{ch^{2}(x)}}={\frac {ch^{2}(x)-sh^{2}(x)}{ch^{2}(x)}}={\frac {1}{ch^{2}(x)}}} |
| {\displaystyle \mathrm {cth} \ x}      | {\displaystyle -{\frac {1}{\mathrm {sh} ^{2}\ x}}}                            | Доказательство {\displaystyle (cthx)'=({\frac {ch(x)}{sh(x)}})'={\frac {(ch(x))'\cdot sh(x)-ch(x)\cdot (sh(x))'}{sh^{2}(x)}}={\frac {sh(x)\cdot sh(x)-ch(x)\cdot ch(x)}{sh^{2}(x)}}={\frac {sh^{2}(x)-ch^{2}(x)}{sh^{2}(x)}}=-{\frac {1}{sh^{2}(x)}}} |
| {\displaystyle \mathrm {sch} \ x}      | {\displaystyle -{\frac {\operatorname {sh} (x)}{\operatorname {ch} ^{2}(x)}}} | Доказательство {\displaystyle (sch(x))'=({\frac {1}{ch(x)}})'={\frac {(1)'\cdot ch(x)-1\cdot (ch(x))'}{ch^{2}(x)}}=-{\frac {sh(x)}{ch^{2}(x)}}} |
| {\displaystyle \mathrm {csch} \ x}     | {\displaystyle -{\frac {\operatorname {ch} (x)}{\operatorname {sh} ^{2}(x)}}} | Доказательство {\displaystyle (csch(x))'=({\frac {1}{sh(x)}})'={\frac {(1)'\cdot sh(x)-1\cdot (sh(x))'}{sh^{2}(x)}}=-{\frac {ch(x)}{sh^{2}(x)}}} |
| {\displaystyle \mathrm {arsh} \ x}     | {\displaystyle {\frac {1}{\sqrt {x^{2}+1}}}}                                  | Доказательство {\displaystyle (arsh(x))'=(\ln {(x+{\sqrt {x^{2}+1}})})'={\frac {1}{x+{\sqrt {x^{2}+1}}}}\cdot (x+{\sqrt {x^{2}+1}})'={\frac {1}{x+{\sqrt {x^{2}+1}}}}\cdot ((x)'+({\sqrt {x^{2}+1}})')={\frac {1}{x+{\sqrt {x^{2}+1}}}}\cdot (1+({\sqrt {x^{2}+1}})')={\frac {1}{x+{\sqrt {x^{2}+1}}}}\cdot (1+{\frac {1}{2{\sqrt {x^{2}+1}}}}\cdot (x^{2}+1)')={\frac {1}{x+{\sqrt {x^{2}+1}}}}\cdot (1+{\frac {2x}{2{\sqrt {x^{2}+1}}}})={\frac {1}{x+{\sqrt {x^{2}+1}}}}\cdot ({\frac {x+{\sqrt {x^{2}+1}}}{\sqrt {x^{2}+1}}})={\frac {x+{\sqrt {x^{2}+1}}}{(x+{\sqrt {x^{2}+1}})\cdot ({\sqrt {x^{2}+1}})}}={\frac {1}{\sqrt {x^{2}+1}}}} |
| {\displaystyle \mathrm {arch} \ x}     | {\displaystyle {\frac {1}{\sqrt {x^{2}-1}}}}                                  | Доказательство {\displaystyle (arch(x))'=(\ln {(x+{\sqrt {x^{2}-1}})})'={\frac {1}{x+{\sqrt {x^{2}-1}}}}\cdot (x+{\sqrt {x^{2}-1}})'={\frac {1}{x+{\sqrt {x^{2}-1}}}}\cdot ((x)'+({\sqrt {x^{2}-1}})')={\frac {1}{x+{\sqrt {x^{2}-1}}}}\cdot (1+({\sqrt {x^{2}-1}})')={\frac {1}{x+{\sqrt {x^{2}-1}}}}\cdot (1+{\frac {1}{2{\sqrt {x^{2}-1}}}}\cdot (x^{2}-1)')={\frac {1}{x+{\sqrt {x^{2}-1}}}}\cdot (1+{\frac {2x}{2{\sqrt {x^{2}-1}}}})={\frac {1}{x+{\sqrt {x^{2}-1}}}}\cdot ({\frac {x+{\sqrt {x^{2}-1}}}{\sqrt {x^{2}-1}}})={\frac {x+{\sqrt {x^{2}-1}}}{(x+{\sqrt {x^{2}-1}})\cdot ({\sqrt {x^{2}-1}})}}={\frac {1}{\sqrt {x^{2}-1}}}} |
| {\displaystyle \mathrm {arth} \ x}     | {\displaystyle {\frac {1}{1-x^{2}}}}                                          | Доказательство {\displaystyle ({\displaystyle \mathrm {arth} \ x})'={\biggl (}{\frac {1}{2}}\cdot \ln {\biggl (}{\frac {1+x}{1-x}}{\biggl )}{\biggl )}'={\frac {1}{2}}\cdot {\frac {1-x}{1+x}}\cdot {\biggl (}{\frac {1+x}{1-x}}{\biggl )}'={\frac {1}{2}}\cdot {\frac {1-x}{1+x}}\cdot {\frac {(1+x)'(1-x)-(1+x)(1-x)'}{(1-x)^{2}}}={\frac {1}{2}}\cdot {\frac {1-x}{1+x}}\cdot {\frac {2}{(1-x)^{2}}}={\frac {1}{1-x^{2}}}} |
| {\displaystyle \mathrm {arcth} \ x}    | {\displaystyle {\frac {1}{1-x^{2}}}}                                          | Доказательство {\displaystyle ({\displaystyle \mathrm {arcth} \ x})'={\biggl (}{\frac {1}{2}}\cdot \ln {\biggl (}{\frac {x+1}{x-1}}{\biggl )}{\biggl )}'={\frac {1}{2}}\cdot {\frac {x-1}{x+1}}\cdot {\biggl (}{\frac {x+1}{x-1}}{\biggl )}'={\frac {1}{2}}\cdot {\frac {x-1}{x+1}}\cdot {\frac {(x+1)'(x-1)-(x+1)(x-1)'}{(x-1)^{2}}}={\frac {1}{2}}\cdot {\frac {x-1}{x+1}}\cdot {\frac {-2}{(x-1)^{2}}}={\frac {1}{1-x^{2}}}} |
| {\displaystyle \mathrm {arsech} \ x}   | {\displaystyle -{\frac {1}{x(x+1){\sqrt {\frac {1-x}{1+x}}}}}}                | |
| {\displaystyle \mathrm {arcsch} \ x}   | {\displaystyle -{\frac {1}{x(x+1){\sqrt {1+{\frac {1}{x^{2}}}}}}}}            | |

## Производная вектор-функции по параметру
Определим производную вектор-функции {\displaystyle \mathbf {r} (t)} по параметру:
{\displaystyle {\frac {d}{dt}}\mathbf {r} (t)=\lim _{h\to 0}{\frac {\mathbf {r} (t+h)-\mathbf {r} (t)}{h}}}.
Если производная в точке {\displaystyle t} существует, вектор-функция называется дифференцируемой в этой точке. Координатными функциями для производной будут {\displaystyle x'(t),\ y'(t),\ z'(t)}.
Свойства производной вектор-функции (всюду предполагается, что производные существуют):
- {\displaystyle {\frac {d}{dt}}(\mathbf {r_{1}} (t)+\mathbf {r_{2}} (t))={\frac {d\mathbf {r_{1}} (t)}{dt}}+{\frac {d\mathbf {r_{2}} (t)}{dt}}} — производная суммы есть сумма производных.
- {\displaystyle {\frac {d}{dt}}(f(t)\mathbf {r} (t))={\frac {df(t)}{dt}}\mathbf {r} (t)+f(t){\frac {d\mathbf {r} (t)}{dt}}} — здесь {\displaystyle f(t)} — дифференцируемая скалярная функция.
- {\displaystyle {\frac {d}{dt}}(\mathbf {r_{1}} (t)\mathbf {r_{2}} (t))={\frac {d\mathbf {r_{1}} (t)}{dt}}\mathbf {r_{2}} (t)+\mathbf {r_{1}} (t){\frac {d\mathbf {r_{2}} (t)}{dt}}} — дифференцирование скалярного произведения.
- {\displaystyle {\frac {d}{dt}}[\mathbf {r_{1}} (t),\mathbf {r_{2}} (t)]=\left[{\frac {d\mathbf {r_{1}} (t)}{dt}},\mathbf {r_{2}} (t)\right]+\left[\mathbf {r_{1}} (t),{\frac {d\mathbf {r_{2}} (t)}{dt}}\right]} — дифференцирование векторного произведения.
- {\displaystyle {\frac {d}{dt}}(\mathbf {a} (t),\mathbf {b} (t),\mathbf {c} (t))=\left({\frac {d\mathbf {a} (t)}{dt}},\mathbf {b} (t),\mathbf {c} (t)\right)+\left(\mathbf {a} (t),{\frac {d\mathbf {b} (t)}{dt}},\mathbf {c} (t)\right)+\left(\mathbf {a} (t),\mathbf {b} (t),{\frac {d\mathbf {c} (t)}{dt}}\right)} — дифференцирование смешанного произведения.

## Способы задания производных
- Производная Джексона[5]:

{\displaystyle D_{x}^{q}f(x)={\frac {f(qx)-f(x)}{(q-1)x}}.}

## Вариации и обобщения
- Обобщения производных
  - Дробная производная
  - Производная Пеано
  - Частная производная